# 10 Sudecka Dywizja Pancerna

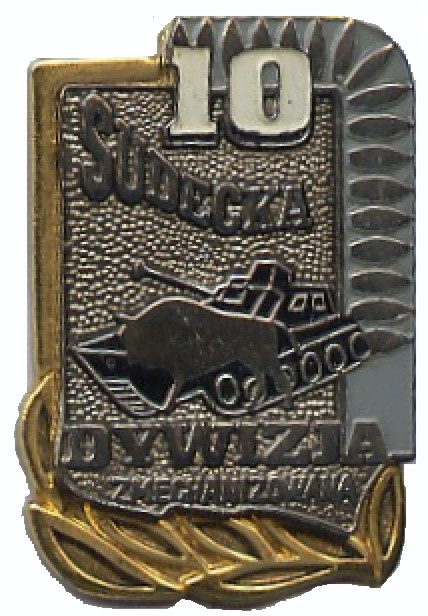
Odznaka 10 Sudeckiej Dywizji Zmechanizowanej

10 Sudecka Dywizja Pancerna im. Bohaterów Armii Radzieckiej (10 DPanc) – związek taktyczny wojsk pancernych ludowego Wojska Polskiego.

## Historia
10 Sudecka Dywizja Pancerna organizowana była dwukrotnie. W 1949 r. w ramach realizacji Planu rozwoju Wojska Polskiego w latach 1949–1955 rozkazem MON Nr 0056/0rg z 30 marca 1949 r. minister ON nakazał dowódcy OW IV (Śląsk) do 1 września 1951 przeformować 10 Sudecką Dywizję Piechoty z etatów 2/76-2/81 na etaty 5/44,5/47, 5/50-5/59 dywizji pancernej o ogólnym stanie osobowym 6196 żołnierzy oraz 114 pracowników cywilnych. Dywizja wraz z 11 Zmotoryzowaną Dywizją Piechoty weszła w skład 2 Korpusu Pancernego podporządkowanego dowódcy Okręgu Wojskowego Śląsk. Dywizja miała zakończyć reorganizację do października 1950 roku.
Formowano ją na bazie 10 Sudeckiej DP, 2 Sudeckiego pułku czołgów, 6 pułku czołgów i 24 Drezdeńskiego pułku artylerii pancernej w rejonie Wrocławia, Opola, Kłodzka, Brzegu, Strzegomia i Świdnicy Śląskiej .
Dywizja według etatu posiadać miała dwa pułki czołgów średnich, pułk piechoty zmotoryzowanej, batalion rozpoznawczy oraz jednostki artylerii i zabezpieczenia bojowego. W skład pułku czołgów średnich wchodziły tu: dwa bataliony czołgów i batalion artylerii pancernej. W pułku znajdował się też dwukompanijny batalion szkolny. Pozostały też kompania dowodzenia i kompania technicznego zaopatrzenia. Zasadnicze uzbrojenie pułku składało się z: 66 czołgów średnich T-34/85 i 21 ciężkich dział pancernych ISU-122. Pułk czołgów ciężkich miał strukturę zbliżoną do pułku czołgów średnich, ale w jego batalionach, w kompaniach czołgów, były tylko dwa plutony czołgów. Sprzęt bojowy pułku stanowiło 35 czołgów ciężkich IS-2 i 16 ciężkich dział pancernych ISU-152. Zmotoryzowany pułk piechoty był w praktyce „klasycznym” pułkiem piechoty wyposażonym dodatkowo w samochody ciężarowe. W skład pułku wchodziły trzy bataliony piechoty, dywizjon artylerii, batalion szkolny i pododdziały zabezpieczenia.
W 1950, ze względu na braki sprzętowe, podjęto decyzję o przeformowaniu 10 Dywizji Pancernej w 10 Dywizję Zmechanizowaną .
Jesienią 1951 z Wrocławia do Opola dyslokowano Dowództwo 10 DZ , 41 bł, 7 bsap i 43 ksam.
W 1955, w ramach redukcji Wojska Polskiego, na bazie 10 Dywizji Zmechanizowanej utworzono ponownie 10 Dywizję Pancerną. Zorganizowano ją według etatów nr 5/159-5/186 o stanie osobowym 5246 żołnierzy i 121 pracowników cywilnych. Dywizja weszła w skład 2 Korpusu Pancernego wraz z 19 Dywizją Pancerną. Po likwidacji dowództwa 2 Korpusu Pancernego, we wrześniu 1956, 10 Dywizję Pancerną podporządkowano bezpośrednio dowódcy Śląskiego Okręgu Wojskowego.
W czerwcu 1956 dywizja częścią sił weszła do centrum Poznania, biorąc bezpośredni udział w demonstracji siły w czasie Poznańskiego Czerwca 56.
W ramach współpracy z jednostkami Północnej Grupy Wojsk Armii Radzieckiej dywizja prowadziła wspólne szkolenie pododdziałów czołgów na poligonie w Żaganiu.
Na początku lat 60. XX w. przeniesiono dywizję na etaty pokojowo-wojenne.
15 października 1963 Minister Obrony Narodowej nadał dywizji imię Bohaterów Armii Radzieckiej, co miało związek z wizytą w jej jednostkach dowódcy Układu Warszawskiego.
W 1968 10 Dywizja Pancerna uczestniczyła w operacji „Dunaj” wkraczając wraz z innymi armiami Układu Warszawskiego na teren Czechosłowacji.
Na przełomie 1969 i 1970 dywizja przeszła na nowe „etaty pokojowo – wojenne”. W nowej strukturze, w miejsce dywizjonu artylerii haubic, utworzono pułk artylerii, w miejsce kompanii rozpoznawczej – batalion rozpoznawczy, a na bazie  batalionu transportowego, dywizyjnego punktu zaopatrzenia i piekarni polowej zorganizowano batalion zaopatrzenia.
W połowie 1981 w skład dywizji włączono 18 pułk artylerii przeciwlotniczej z Jeleniej Góry, który uzbrojony był w rakietowe zestawy przeciwlotnicze „Kub”. W grudniu tego roku, w czasie stanu wojennego, oddziały 10 Dywizji Pancernej wykonywały zadania na terenie Górnego Śląska. Jej jednostki wzięły m.in. udział w stłumieniu strajku górników w Kopalni „Wujek” 16 grudnia 1981.
W marcu 1989 10 Dywizja Pancerna wzięła udział w ostatnich ćwiczeniach Układu Warszawskiego na terytorium Niemieckiej Republiki Demokratycznej. W tym samym roku dywizję, podobnie jak i inne dywizje Wojska Polskiego, ponownie przeformowano na 10 Dywizję Zmechanizowaną. Trzonem jej stały się trzy pułki zmechanizowane (tzw. zunifikowane)

## Dywizja w czerwcu 1956
O 11:30 28 czerwca 1956 cz.p.o. dowódcy 2 Korpusu Pancernego płk Mateusz Lach otrzymał od szefa Sztabu Generalnego Jerzego Bordziłowskiego zarządzenie nakazujące ogłoszenie alarmu bojowego dla oddziałów korpusu i postawienie ich w stan gotowości bojowej. O 14:00 28 czerwca jednostki 10 DPanc osiągnęły gotowość bojową.
O 14:00 10 Sudecka Dywizja Pancerna otrzymała zadanie: wyjść w rejon Suchego Lasu, przygotować oddziały do działań, wydać dwie jednostki ognia do broni strzeleckiej z tego jedną jo utrzymywać w transporcie i jedną przekazać bezpośrednio żołnierzom. Pozostawić na miejscu sprzęt ciężki tj. czołgi, działa pancerne i artylerię polową, wyprowadzając składy osobowe jednostek na transporcie samochodowym w gotowości do działań w szyku pieszym. O 20:00 oddziały dywizji wyszły z rejonu lotniska Łagiewniki i przystąpiły do działań.
Dowódca dywizji postawił dowódcom oddziałów szczegółowe zadania. Zadania te jednostki realizowały do 30 czerwca.
- 7 batalion rozpoznawczy z czołgami 23 pułku czołgów – wyjść w rejon: ul. Poznańska, róg ul. Kochanowskiego i zlikwidować „grupy dywersyjne”[d] przy budynku Urzędu Bezpieczeństwa Publicznego.
- 14 dywizjon artylerii przeciwlotniczej z 1/71 pcz otrzymał zadanie: wyjść w rejon Poczty Głównej i Telegrafu i nie dopuścić do zniszczenia tych obiektów przez grupy dywersyjne. Przy przejeździe przez ulicę Dąbrowskiego przeciwlotnicy zostali ostrzelani przez prowokatorów z broni maszynowej, a czołgi obrzucono butelkami z płynem zapalającym. Po otwarciu ognia z czołgu i broni maszynowej w kierunku punktów ogniowych prowokatorów, dywizjon mógł kontynuować marsz i wyszedł w rejon poczty głównej.
- 27 pułk zmechanizowany (bez 1 bp) miał wejść w rejon Zamku[e], Wojewódzkiego Komitetu PZPR, i Wojewódzkiej Rady Narodowej. Około 21:00 „prowokatorzy”[d] znajdujący się w pomieszczeniach Zamku, auli uniwersyteckiej i Domu Akademickiego otworzyli ogień do pododdziałów znajdujących się przed Zamkiem. Żołnierze odpowiedzieli ogniem. Wymiana strzałów seryjnych i pojedynczych trwała z różną intensywnością do 3:00 29 czerwca. Około 6:15 pododdziały zostały powtórnie ostrzelane z wieży auli uniwersyteckiej i gmachu Opery Poznańskiej. Wykonując osobisty rozkaz gen. armii Stanisława Popławskiego, otoczono i przeszukano gmachy auli uniwersyteckiej, Opery Poznańskiej i Akademii Medycznej. W ciągu nocy 28/29 i 29 czerwca, wspólnie z oddziałami MO, zatrzymano kilkadziesiąt osób bez dokumentów oraz jedną osobę z amunicją i jedną z bronią.
- 41 batalion łączności z czołgami 23 pcz otrzymał zadanie wyjść w rejon gmachu Wojewódzkiego Urzędu Bezpieczeństwa i we współdziałaniu z 7 br zlikwidować grupę prowokatorów. Po wyjściu na ul. Rossevelta, ul. Dąbrowskiego i Mickiewicza do żołnierzy batalionu prowokatorzy[d] otworzyli ogień z dachów i okien. Pododdziały batalionu otworzyły ogień do wykrytych punktów ogniowych i zmusiły je do zaprzestania ognia.
- 2 pułk czołgów otrzymał zadanie wyjść w rejon Fortu IX i IXa i zabezpieczyć je przed ewentualnym zniszczeniem. Jednostka walk ulicznych nie prowadziła.
- 71 pułk czołgów zabezpieczał wschodnią część miasta i kontrolował drogi w Głuszynie, Krzesinach, Krzesinkach, Spławie.
- 10 batalion czołgów i artylerii pancernej z kompanią czołgów 7 br zabezpieczał Poznań z kierunku Gniezno i Swarzędz. Ześrodkował się w rejonie Szczepankowo, Kobyle Pole, Antonin. 29 czerwca kompania czołgów 7 br i grupą piechoty udała się do Swarzędza. Wykonując osobiste polecenie prezesa rady ministrów Józefa Cyrankiewicza, udaremniła próby organizacji pochodu w kierunku Poznania.
- 33 dywizjon artylerii haubic z 8 dywizjonem artylerii rakietowej zabezpieczały wspólnie z czołgami 2 pcz Fort IX i Fort IXa.
- 21 batalion saperów zajął rejon Bolechowo – Chludowo, zabezpieczał Biedrusko i kontrolował drogi w kierunku Poznania.
- 1/27 pz podporządkowany był dowódcy 13 batalionu czołgów i artylerii pancernej 19 DPanc i ochraniał poznańską elektrownię.

O 18:00 30 czerwca, dowódca 10 DPanc otrzymał rozkaz wyprowadzenia swoich oddziałów z miasta (bez 27 pz). O 21:00 rozpoczęto wycofywanie jednostek na OC Biedrusko. Do 6:00 1 lipca oddziały ześrodkowały się w swoich rejonach
Straty w ludziach
- Zginął:

szer. Bronisław Falasa z 1 batalionu piechoty 27 pz
- Ranni zostali[9]:

ppor. Alojzy Brak z 41 bł
plut. Władysław Staniszewski z 41 bł
szer. Marian Łagwa z 1/27 pz
szer. Tadeusz Staroń z 1/27 pz

## Skład i dyslokacja
|                          | Struktura                      | Struktura                       | Struktura                       | Struktura                      |
| Garnizon                 | 1949                           | 1955                            | 1962                            | 1989                           |
| ------------------------ | ------------------------------ | ------------------------------- | ------------------------------- | ------------------------------ |
| Wrocław→Opole            | dowództwo 10 Dywizji Pancernej | dowództwo 10 Dywizji Pancernej  | dowództwo 10 Dywizji Pancernej  | dowództwo 10 Dywizji Pancernej |
| Kłodzko                  | 27 ppzmot                      | 27 pz                           |                                 |                                |
| Opole                    | 2 pułk czołgów                 | 2 pułk czołgów                  | 2 pułk czołgów                  | 2 pułk czołgów                 |
| Wrocław                  | 6 pcz                          |                                 |                                 |                                |
| Opole                    |                                | 71 pcz                          |                                 |                                |
| Opole                    |                                | 10 pczapanc                     | 10 pułk czołgów                 | 10 pułk czołgów                |
| Opole                    |                                | 7 szk bcz                       | 10 pułk czołgów                 | 10 pułk czołgów                |
| Opole                    |                                |                                 | 13 pułk czołgów                 | 13 pułk czołgów                |
| Bolesławiec→Opole        |                                |                                 | 40 pz                           | 25 pz                          |
| Strzegom                 | 39 pal                         | 33 dah                          |                                 |                                |
| Tarnowskie Góry          |                                |                                 | 115 dah                         | 39 pa                          |
| Wrocław→Opole            | 7 batalion rozpoznawczy        | 7 batalion rozpoznawczy         | 60 kr                           | 7 br                           |
| Strzegom→Tarnowskie Góry |                                | 8 dywizjon artylerii rakietowej | 8 dywizjon artylerii rakietowej | 8 drt                          |
| Strzegom→Opole           | 14 daplot                      | 14 daplot                       |                                 |                                |
| Lubliniec                |                                |                                 | 24 daplot                       |                                |
| Jelenia Góra             |                                |                                 |                                 | 18 paplot                      |
| Wrocław Opole            | 41 batalion łączności          | 41 batalion łączności           | 41 batalion łączności           | 19 bł                          |
| Brzeg Świdnica           | 21 batalion saperów            | 21 batalion saperów             | 21 batalion saperów             | 21 batalion saperów            |
| Opole                    |                                |                                 | 58 kopchem                      |                                |
| Tarnowskie Góry          |                                |                                 | 83 bdow DA                      |                                |
| Wrocław                  | 43 ksam                        | 59 bsam-transp                  | 59 btransp.                     |                                |
| Opole                    |                                | 54 bmed-sam                     | 54 bmed-sam.                    | 54 bm                          |
| Wrocław→Opole            | 7 RWNCz                        | 7 RBRCz                         | 160 RWNCz.                      | 10 brem                        |
| Wrocław→Opole            | 8 RWNSArt.                     | 8 RWNSArt.                      | 8 DWNUzb.                       | 10 brem                        |
| Wrocław→Opole            | 9 RWNSam.                      | 9 RWRSam.                       | 9 RWNSam.                       | 10 brem                        |
| Opole                    |                                | DPZ                             | 10 DPZ                          | 59 bzaop                       |

## Uzbrojenie
W chwili sformowania dywizji w 1949 podstawowe uzbrojenie stanowiły czołgi średnie typu T-34/85 oraz ciężkie działa pancerne typu ISU-122 i ISU-152. Były: 144 czołgi średnie, 42 działa pancerne, 5 samochodów pancernych, 53 działa polowe 76 i 122 mm, 21 armat plot 37 mm, 36 moździerzy 82 i 120 mm, 531 samochodów i ciągników i 69 motocykli .
Na uzbrojeniu kompanii rozpoznawczej znajdowały się natomiast samochody pancerne BA-64. W połowie lat pięćdziesiątych większość czołgów średnich T-34/85 będących na uzbrojeniu dywizji była już produkcji krajowej. W latach sześćdziesiątych do uzbrojenia wprowadzono produkowane w Polsce czołgi T-54A, a w latach siedemdziesiątych czołgi T-55, które znajdowały się na uzbrojeniu dywizji do chwili jej przeformowania na dywizję zmechanizowaną. Samochody pancerne zastąpiono najpierw opancerzonymi samochodami rozpoznawczymi BRDM-1 i FUG, a następnie wozami BRDM-2.

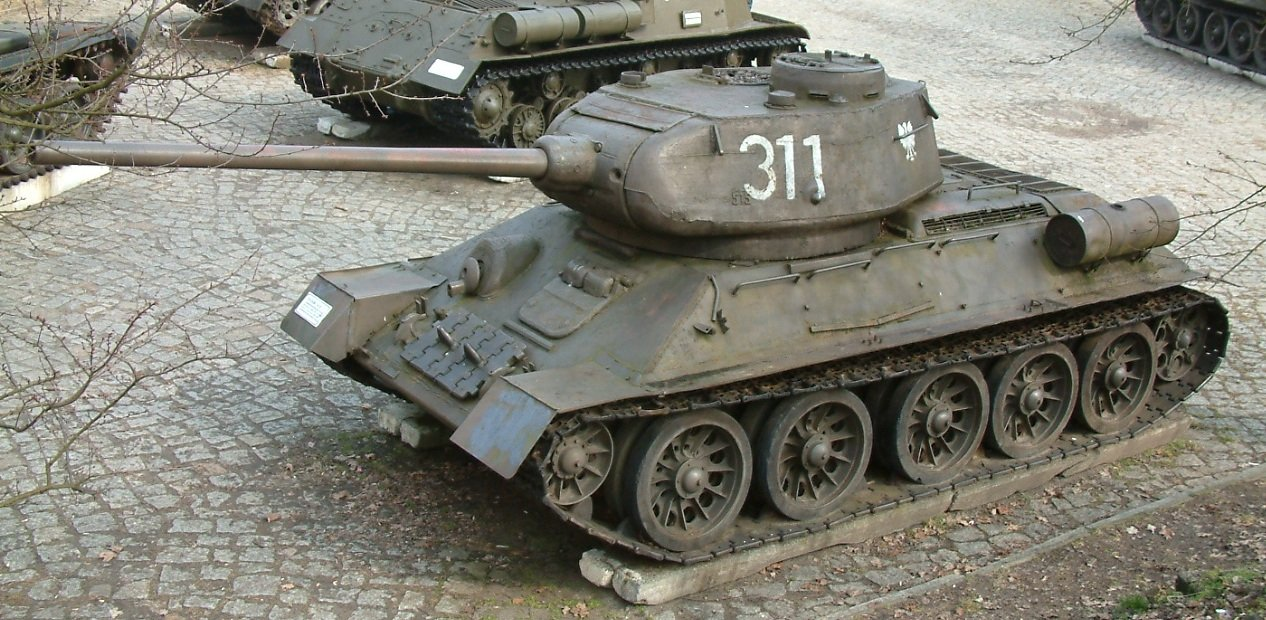
T-34/85
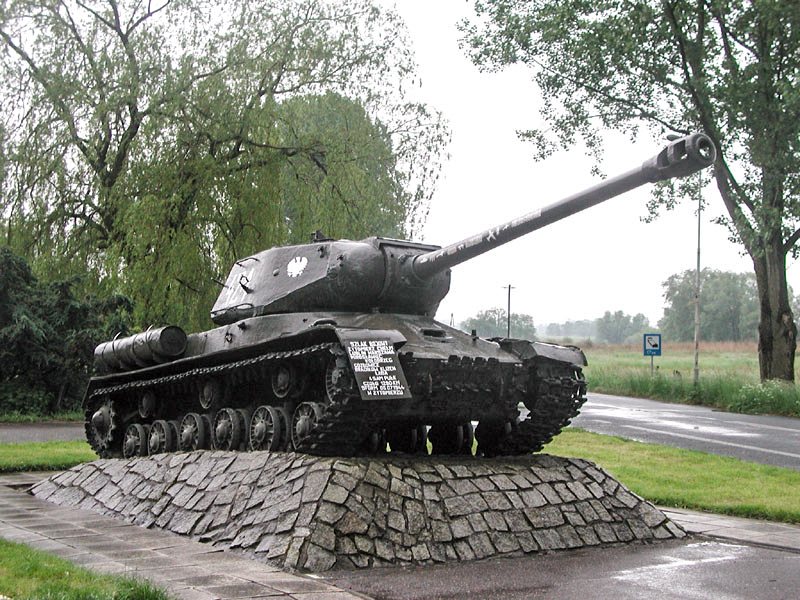
czołg ciężki IS-2

## Dowódcy dywizji
- płk Jurij K. Bolszak (AR) 25 marca 1949–1950
- płk Kazimir Fiodorowicz (AR) 1950–1951
- płk Michaił M. Prokofiew (AR) 1951–1954
- ppłk Antoni Mazurkiewicz 1954–1961
- płk Andrzej Freń 1961–1962
- płk Marian Koper 1962–1969
- płk Henryk Szymański 1969–1971
- gen. bryg. Zbigniew Ohanowicz 1971–1972
- płk Ryszard Wilczyński 1972–1978
- płk Edmund Bołociuch 1978–1983
- płk Edward Rogala 1983–1985
- gen. bryg. Tadeusz Bazydło 1985–1989